# Agusan (província)
A província de Agusan (1907-1967) foi uma demarcação territorial histórica de Filipinas, ocupava parte-a norte da ilha de Mindanao, ao oeste de Surigao. Foi criada mediante a união das subprovíncias de Butuan e de Bukidnon. a 16 de junho de 1967 a província de Agusan dividiu-se em duas: Agusan do Sur e Agusan do Norte.

## História
A ilha de Mindanau fazia parte da Capitania General das Filipinas (1520-1898). Para adiantar na ocupação e domínio da mesma criou-se por Real Decreto da 30 de julho de 1860, o Governo de Mindanao, dividindo-se seu território em seis distritos, fixou-se um meditado plano de operações e adoptou-se um sistema político militar.
Um de distritos militares era o Distrito 3.º de Surigao, que incluía entre seu território à província de Caraga, com capital no povo de Surigao e a capitânia de Butuán.

### Ocupação estadounidense

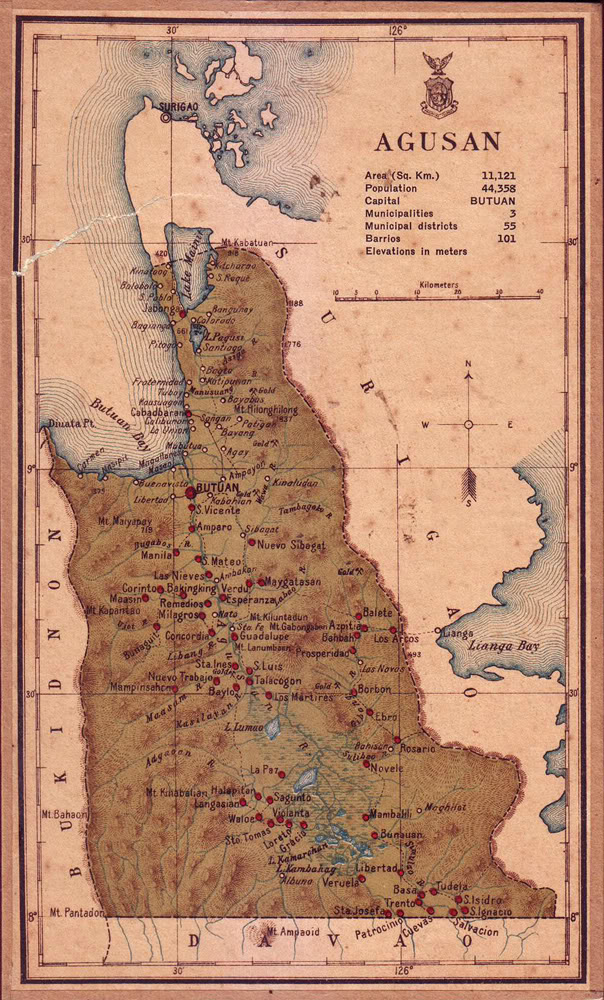
Agusan em 1918

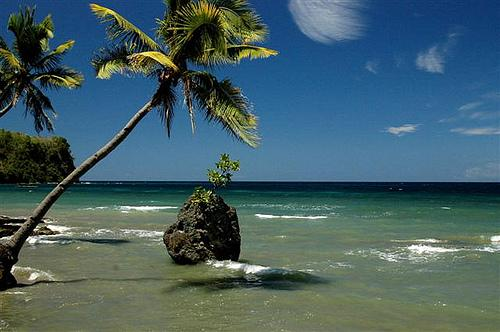
Plaza Beach Resort, Carmen

Em 1901 Agusan fazia parte da subprovíncia de Surigao, então denominada de Butuán.
A província de Misamis incluía a subprovincia de Bukidnon. Manteve-se como tal até 1907 quando foi criada a de Agusan mediante a união das subprovincias de Butuán e de Bukidnon. Em setembro de 1914 reorganizou-se a província do Moro e a província de Agusan passa a ser uma das sete do Departamento de Mindanao e Joló.
O Departamento de Mindanao e Joló (1914-1920) (Department of Mindanao and Sulu) ocupava a maior parte de ilha de Mindanao, excluindo só as províncias de Misamis e Surigao; todo o arquipélago de Joló que incluía as ilhas conhecidas como o Grupo de Joló, o grupo Tawi Tawi, e o resto de ilhas pertencentes ao archipiélago filipino situadas ao sul do oitavo paralelo de latitud norte, com excepção da ilha de Balabac e adjacentes, mas incluindo a ilha de Cagayán e ilhas adjacentes.
As sete províncias que formaram o departamento eram os seguintes: Agusan, Bukidnon, Cotabato, Dávao, Lanao, Joló e Zamboanga.
Em 31 de dezembro de 1916, durante a ocupação estadounidense de Filipinas, o archipiélago se reorganizou territorialmente sobre a base de 36 províncias ordinárias, as 7 províncias do Departamento de Mindanao e Joló, uma das quais era Agusán, e o território da cidade de Manila. A capital provincial era Butuán e formavam-na estes três municípios:
| - Butuán | - Cabadbaran | - Talacogon |  |

Segundo o censo de 1918 esta província tinha uma extensão superficial de 11.121 km², povoavam-na 44.358 almas que habitavam 5 municípios, 55 distritos municipais e 101 bairros.

### Independência
Em 16 de junho de 1967 a província de Agusan divide-se em duas: Agusan do Sur e Agusan do Norte.